# Alisher Shodmonov
Alisher Qayumovich Shodmonov (en ouzbek : Алишер Каюмович Шодмонов, en russe : Алишер Каюмович Шадманов Alicher Kaioumovitch Chadmanov, né le 10 mai 1962 à Tachkent dans la RSS d’Ouzbékistan en Union soviétique) est professeur de médecine et homme d'État ouzbek. Il est ministre de la Santé publique depuis le 21 février 2017.

## Biographie
Avant de commencer sa carrière politique, Shodmonov est professeur et détenteur d'un doctorat en médecine de l'Institut médical d'État d'Andijon obtenu en 1985. Élu à l'Oliy Majlis en 2014 sous l'étiquette Adolat, il y dirige le comité chargé de la science, de l'éducation, de la culture et du sport. Le 21 février 2017, il est nommé pour remplacer Adham Ikromov au poste de ministre de la Santé, ce dernier était à ce poste depuis décembre 2016. Ikromov garde cependant son poste de vice-premier ministre.
Le 3 novembre 2020, il est démis de son poste est remplacé par son ministre adjoint Abduhakim Xojiboyev. Il prend alors la tête de l'Institut médical d'état de Tachkent en remplacement de Laziz To‘ychiyev.